# Catherine et le Temps d'aimer
Catherine et le Temps d'aimer  est un roman historique de Juliette Benzoni paru en 1968. Il compose le cinquième volet de la série Catherine.

## Histoire
Voici Catherine en Espagne parmi les pèlerins de Compostelle. La grâce qu'elle veut obtenir de Dieu, c'est de rejoindre enfin son époux, Arnaud le lépreux, qui s'est enfui de la maladrerie de Calves pour chercher, au tombeau de saint Jacques, une improbable guérison. Étrange route, en vérité, semée de peines et d'embûches, de terribles dangers... et aussi d'étranges surprises. Elle va conduire Catherine vers un but qu'elle n'avait pas prévu. Des solitudes de l'Aubrac où hurlent les loups aux jardins enchanteurs de Grenade, la route de Catherine passe par Burgos la rude, à la sauvage populace, par l'étrange château d'un évêque alchimiste et par les durs sentiers de la sierra.
Mais que trouvera-t-elle au bout du chemin et surtout aura-t-elle enfin un jour le temps d'aimer?